# Molpadia arctica
Molpadia arctica is een zeekomkommer uit de familie Molpadiidae.
De wetenschappelijke naam van de soort werd in 1877 gepubliceerd door Emil von Marenzeller.